# Sermersheim
Sermersheim – miejscowość i gmina we Francji, w regionie Grand Est, w departamencie Dolny Ren.
Według danych na rok 1990 gminę zamieszkiwało 677 osób, a gęstość zaludnienia wynosiła 67 osób/km² (wśród 903 gmin Alzacji Sermersheim plasuje się na 369. miejscu pod względem liczby ludności, natomiast pod względem powierzchni na miejscu 246.).